# Primo telegrafo transcontinentale degli Stati Uniti d'America

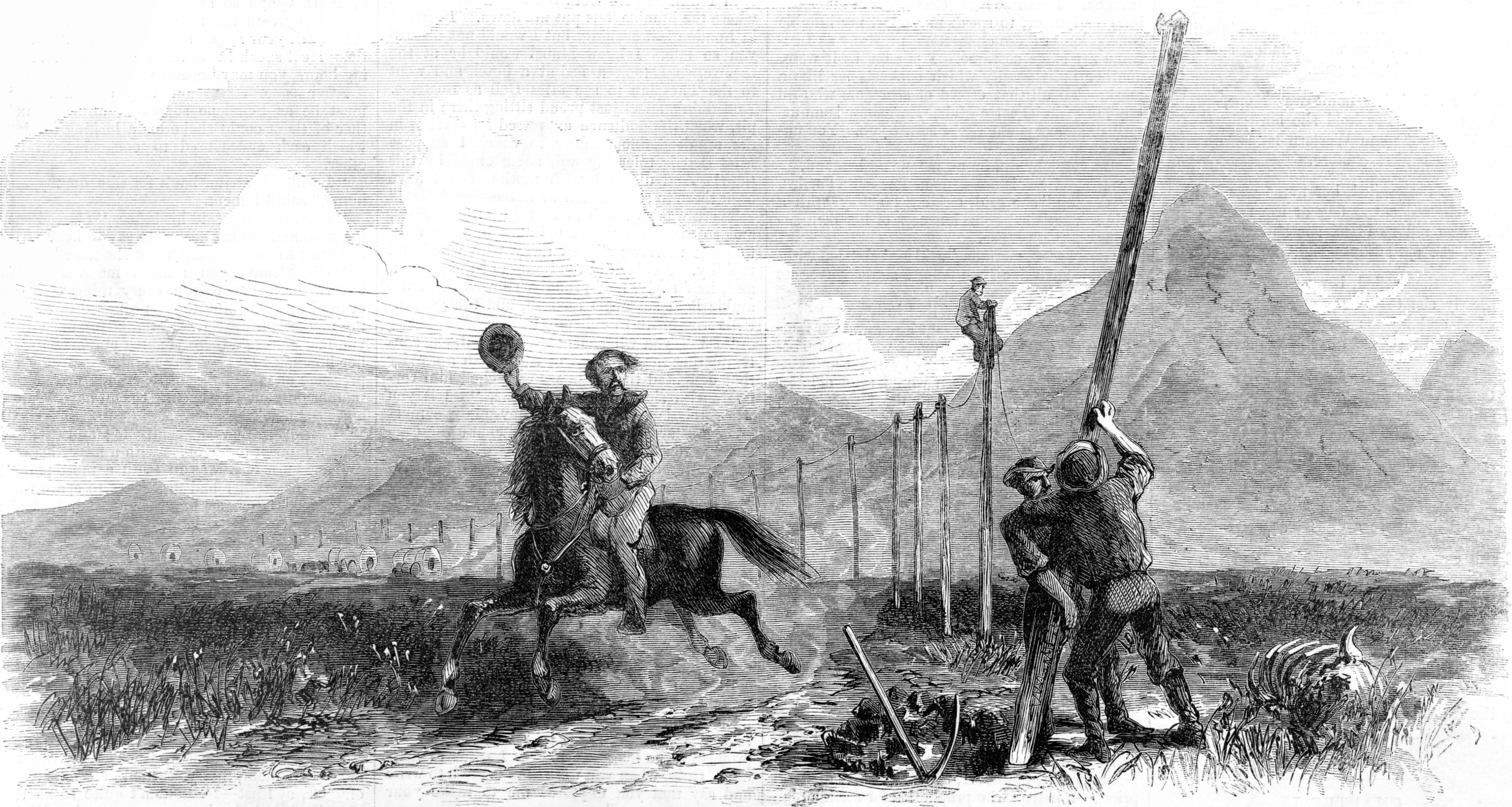
Un disegno raffigurante l'erezione dei pali della linea telegrafica, con un corriere del Pony Express che passa sotto il filo del telegrafo.

Il primo telegrafo transcontinentale statunitense è stata una linea che ha connesso la preesistente rete telegrafica degli Stati Uniti d'America orientali a una piccola rete sita in California, grazie a una connessione tra Omaha, nel Nebraska, e Carson City, nel Nevada, passando per Salt Lake City. La linea, inaugurata il 24 ottobre 1861, fu una pietra miliare nella storia dell'ingegneria elettrica e fu di grandissima importanza per formazione degli Stati Uniti d'America stessi. Essa fu infatti l'unico mezzo in grado di garantire una comunicazione quasi istantanea tra la costa orientale e quella occidentale del paese durante tutti gli anni sessanta del diciannovesimo secolo. Per rendersi conto di cosa ciò volesse dire, basti pensare che nel 1841 la notizia della morte del Presidente William Henry Harrison impiegò ben 110 giorni per arrivare a Los Angeles da Washington, D.C.

## Contesto
Dopo lo sviluppo degli efficienti sistemi di telegrafia avvenuto negli anni trenta del diciannovesimo secolo, nel decennio seguente, l'uso del telegrafo vide una crescita esplosiva negli USA e, il 24 maggio 1844, Samuel Morse sperimentò con successo la prima linea tra Washington, D.C. e Baltimora, la linea telegrafica Baltimora-Washington. A partire dal 1850 furono costruite linee telegrafiche in grado di coprire la maggior parte degli stati orientali, mentre una rete separata di linee fu costruita in California, in cui l'economia stava esplodendo grazie alla corsa all'oro.
Nel 1850 la California fu il primo stato della costa pacifica ad essere ammesso negli Stati Uniti d'America. Per integrarla con gli altri stati furono quindi compiuti diversi sforzi, inclusi un servizio di trasporto di posta e di passeggeri, e, per tutti gli anni cinquanta, al Congresso furono avanzate proposte riguardanti il finanziamento della costruzione di una linea telegrafica che giungesse fin sul Pacifico. Finalmente, nel 1860, lo U.S. Post Office fu autorizzato a spendere fino a 40.000$ l'anno per la costruzione e la manutenzione di una siffatta linea; allo stesso modo, l'anno precedente, il governo californiano aveva deciso lo stanziamento annuale di 6.000$ per gli stessi motivi.

## Costruzione
Nel 1860 il Congresso emanò il Telegraph Act con cui autorizzò il governo a indire un'asta per la costruzione di una linea telegrafica tra il Missouri e la California e a decidere come tale costruzione dovesse avvenire. Alla fine, ad aggiudicarsi l'appalto fu la Western Union, fondata nel 1856 da Hiram Sibley e Ezra Cornell grazie alla fusione delle compagnie di comunicazione operanti a est del fiume Mississippi. Sibley riuscì ad aggiudicarsi l'appalto anche in virtù del fatto che gli altri concorrenti, Theodore Adams, Benjamin Ficklin e John Harmon, ritirarono le loro offerte all'ultimo minuto, per poi unirsi in seguito alla compagnia di Sibley nella realizzazione dell'opera.
Così come accaduto per la prima ferrovia transcontinentale statunitense, fu deciso di dividere il lavoro in due squadre che avrebbero lavorato alla costruzione della linea procedendo in direzioni opposte. Dal canto suo, la Western Union avrebbe realizzato la parte di linea che andava dall'estremità orientale, Omaha, fino a Salt Lake City, mentre la Overland Telegraph Co., compagnia nata dalla fusione di varie compagnie operanti sulla costa del Pacifico come proposto a queste ultime proprio dalla Western Union, si sarebbe occupata di realizzare la linea tra San Francisco e Salt Lake City, realizzando in realtà il nuovo tratto a partire da Carson City e non da San Francisco, dato che la preesistente California State Telegraph Company aveva già consolidato le proprie linee fino a Virginia City.
A capo della squadra occidentale fu posto James Gamble, già esperto costruttore di linee telegrafiche in California, mentre il comando della squadra orientale fu affidato a Edward Creighton. La squadra di Creighton eresse il primo palo il 4 luglio 1861 e, quando nell'ottobre dello stesso anno il progetto fu completato, il totale dei pali da loro innalzati fu di circa 27.500. Il tutto a formare una linea che sorreggeva circa 3.200 km di filo di ferro a singolo filamento su un terreno non sempre facile.
La prima squadra ad arrivare a Salt Lake City fu quella orientale, che vi giunse il 18 ottobre, mentre la squadra occidentale vi arrivò il 24 ottobre, dopo aver costruito un tratto più corto ma su un terreno ben più impegnativo. Il costo della realizzazione dell'intero sistema, realizzazione che avvenne mentre nel sud-est degli Stati Uniti d'America infuriava la guerra di secessione, fu di circa mezzo milione di dollari. Uno dei primi messaggi inviati con la nuova linea telegrafica fu proprio quello inviato da San Francisco dall'allora giudice capo della California, Stephen Field, al presidente statunitense Abramo Lincoln, per assicurare l'adesione della California all'Unione.
Il primo messaggio in assoluto fu invece inviato la sera del 24 ottobre da parte degli entusiasti operatori di Salt Lake City a Horace W. Carpentier, presidente della Overland Telegraph Co., per annunciare il completamento della linea. La stessa sera, Carpentier inviò un messaggio telegrafico al presidente Lincoln in cui scrisse: "Le annuncio che il telegrafo verso la California è stato oggi completato. Possa esso essere un legame di eternità tra gli stati dell'Atlantico e quelli del Pacifico."

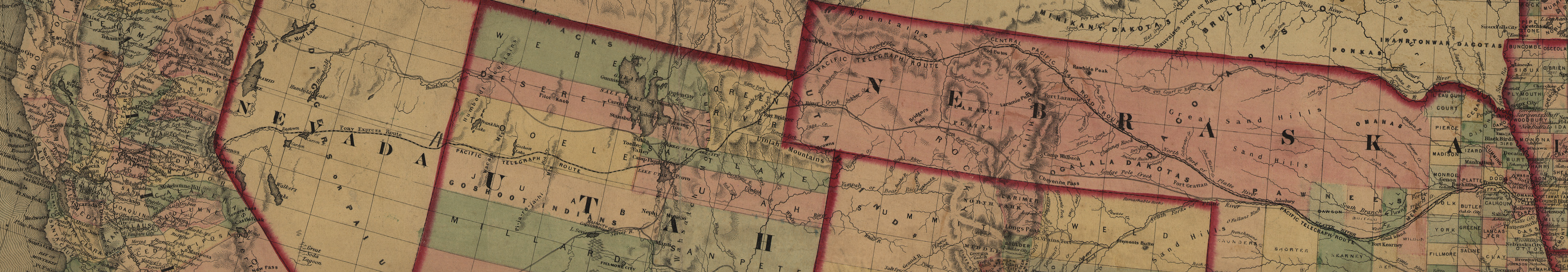
Il percorso del primo telegrafo transcontinentale statunitense.

## Gestione
Naturalmente, il completamento del progetto non pose fine alle difficoltà. Il mantenimento in funzione della linea pose infatti gli ingegneri di fronte a numerosi problemi. Tra questi vi erano ad esempio il maltempo, con i fulmini e i forti venti che danneggiavano sia i pali che il cavo, e l'abitudine dei bisonti di strusciarsi contro i pali, comportamento che causò di tanto in tanto il crollo di intere sezioni della linea. In seguito il sistema fu dirottato e fu fatto passare più a nord, attraverso Chicago, al fine di evitare attentati al sistema da parte delle truppe confederate, che tentavano di tagliare la linea in Missouri cercando così di interrompere le comunicazione dell'Unione, cosa che poco dopo iniziarono a fare anche i nativi americani più a ovest, come segno della loro ostilità nei confronti dell'esercito statunitense.
Finanziariamente, il primo telegrafo transcontinentale fu un grande successo sin dall'inizio. Durante la prima settimana di operazioni, il prezzo fu di un dollaro parola, oltre il 30% in più di quanto specificato nel Telegraph Act del 1860. Sin da subito la linea rese inoltre obsoleto il Pony Express, che cessò ufficialmente le proprie operazioni due giorni dopo l'apertura della suddetta. La linea telegrafica operò fino al 1869, quando fu rimpiazzata da una linea multi-cavo costruita lungo il percorso della prima ferrovia transcontinentale.